# Space Oddity
| Recensione     | Giudizio |
| -------------- | -------- |
| Ondarock       |          |
| AllMusic       |          |
| Piero Scaruffi |          |
| Rolling Stone  |          |
| Sputnikmusic   |          |

Space Oddity è il secondo album in studio del cantautore inglese David Bowie, pubblicato nel 1969 dalla Philips Records e ristampato su compact disc per la prima volta nel 1984.
L'album uscì nel Regno Unito con il titolo David Bowie, lo stesso del suo album precedente, mentre negli Stati Uniti venne pubblicato dalla Mercury Records come Man of Words/Man of Music. Nel 1972 venne distribuito di nuovo dalla RCA Records come Space Oddity, il titolo con il quale è maggiormente conosciuto.
A parte la title track e Wild Eyed Boy from Freecloud, nessuna delle altre tracce è presente nelle raccolte di David Bowie, con l'unica eccezione di Bowie at the Beeb che include versioni registrate in alcune sessioni BBC.

## Storia
L'album è dominato dalla preoccupazione per l'andamento altalenante del suo idillio con il movimento hippy (Cygnet Committee, Memory of a Free Festival) e dal fallimento della sua relazione con Hermione Farthingale (Letter to Hermione, An Occasional Dream), compagna, musa ispiratrice e collaboratrice che lo aveva lasciato nel febbraio 1969 dopo aver completato la sua parte nel video Love You Till Tuesday.
I riferimenti autobiografici dei testi sono più evidenti rispetto al disco precedente e mentre in futuro si rivolgeranno ad aree più profonde e oscure della psiche di Bowie, i brani contenuti in Space Oddity appaiono più come una sincera confessione.

### Influenze

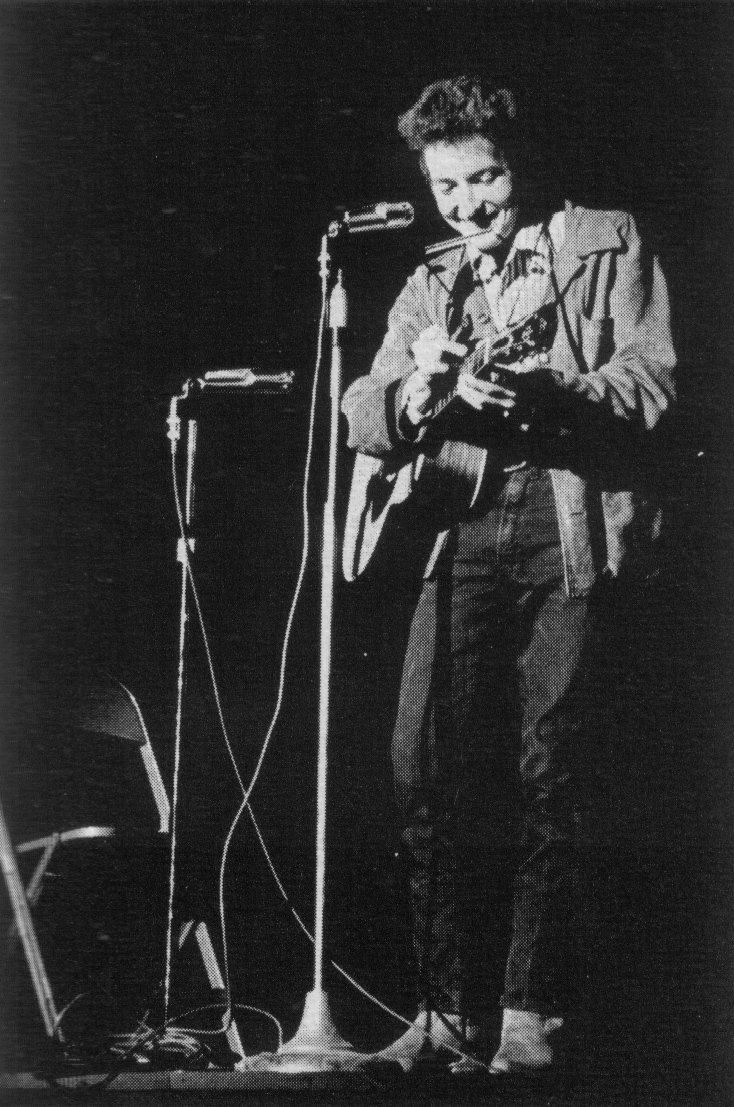
Bob Dylan, una delle fonti d'ispirazione per Space Oddity.

Nelle melodie sinuose e nella strumentazione classica utilizzata nell'album si trovano indizi del rock progressivo che alla fine degli anni sessanta cominciava a fiorire soprattutto nel Regno Unito, anche se l'influenza dominante è forse quella dei primi lavori di Bob Dylan. Il suono "spigoloso" delle chitarre folk, gli assoli di armonica e i versi di protesta di tracce quali Unwashed and Somewhat Slightly Dazed, Cygnet Committee e God Knows I'm Good confermano quanto lo stesso Bowie dichiarò sulla rivista Disc and Music Echo, ovvero di aver cantato «come avrebbe fatto Dylan se fosse nato in Inghilterra».
In realtà, dopo l'"infatuazione" per l'accento cockney di Anthony Newley che aveva caratterizzato l'album precedente, in questo periodo David Bowie era ancora alla ricerca di una propria identità vocale. Dall'influenza di Dylan si passa perciò allo stile Bee Gees della title track a richiami a Simon and Garfunkel, Marc Bolan, Donovan e persino José Feliciano in brani come Letter to Hermione e An Occasional Dream.
A proposito del mix di folk, ballate e rock progressivo, Roy Carr e Charles Shaar Murray di NME  hanno detto che «alcune cose appartenevano al David Bowie del 1967 e altre a quello del 1972, ma nel 1969 sembrava tutto così incoerente. In pratica, Space Oddity può essere visto retrospettivamente come tutto ciò che Bowie è stato e un po' di quello che sarebbe diventato...».

### Registrazione
La genesi di Space Oddity è da far risalire a un demo con dieci pezzi acustici registrato tra marzo e aprile del 1969 insieme al chitarrista John Hutchinson, che con David e Hermione aveva fatto parte del trio chiamato Feathers scioltosi all'inizio dell'anno. Oltre alla title track il nastro conteneva la prima versione di altre tracce che sarebbero state incluse nell'album, in particolare Janine, An Occasional Dream, Letter to Hermione (qui intitolata I'm Not Quite) e Cygnet Committee (col titolo Lover to the Dawn).

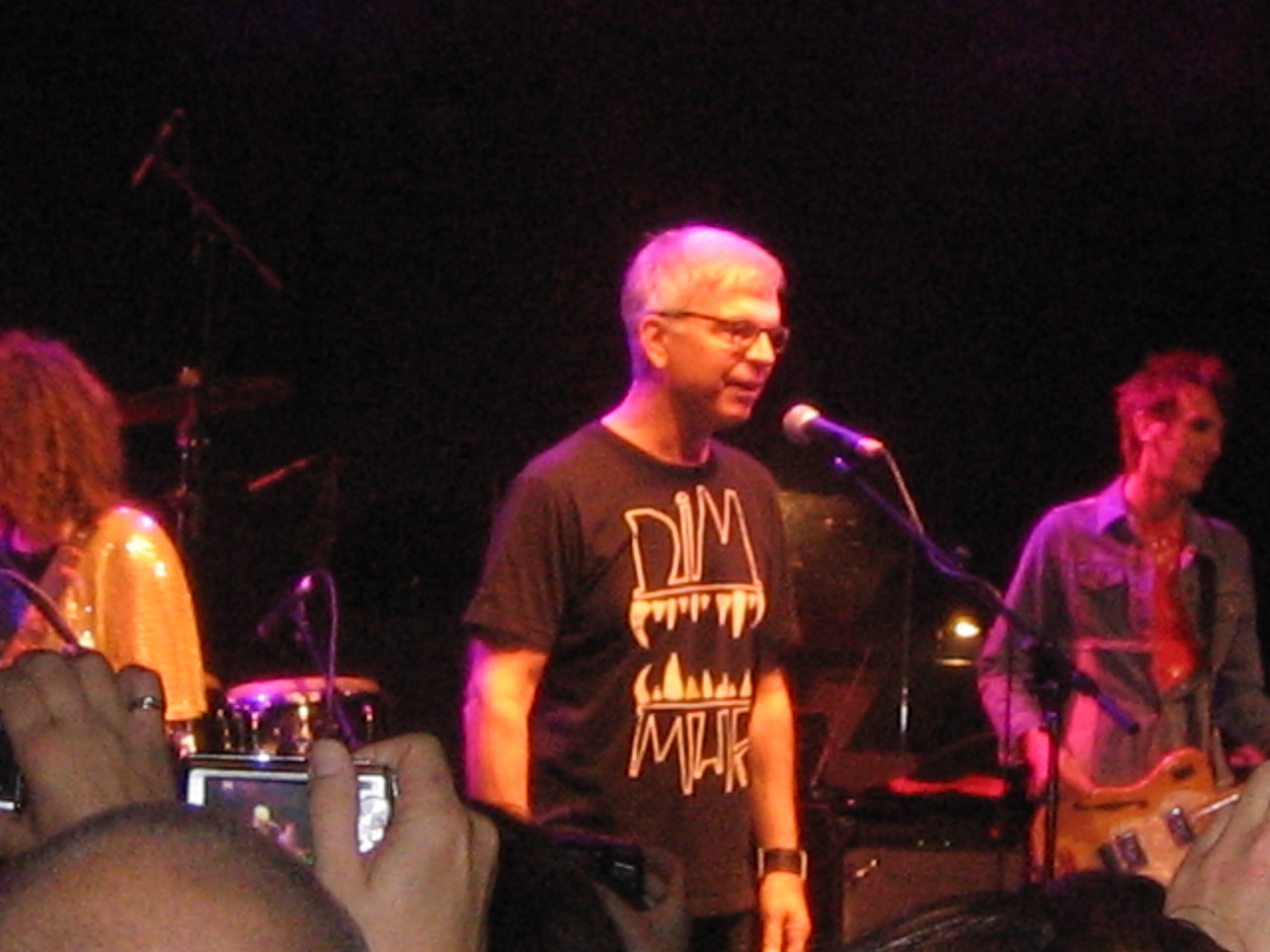
La versione orchestrale da cinquanta elementi di Wild Eyed Boy from Freecloud è uno dei contributi più significativi di Tony Visconti, bassista, arrangiatore e produttore dell'album.

Le registrazioni iniziarono ufficialmente il 20 giugno ai Trident Studios di Soho, dove l'ex ingegnere del suono Gus Dudgeon supervisionò le due tracce che costituivano il primo singolo estratto dall'album, Space Oddity e Wild Eyed Boy from Freecloud. Tra l'altro, Space Oddity fu l'unica canzone dell'album non prodotta da Tony Visconti che la reputò una trovata pubblicitaria per sfruttare l'attualità dell'allunaggio e ne passò la produzione a Dudgeon, anche se anni dopo avrebbe ammesso che il suo contributo all'album fu piuttosto "naif" e approssimativo: «In realtà non sapevo molto di qualità timbrica e ignoravo come pompare la sonorità degli strumenti impiegati nel rock... Comunque sono orgoglioso di diversi brani nei quali mi sono sentito più a mio agio, grazie al fatto che sapevo suonare il basso e il flauto, come Letter to Hermione e An Occasional Dream».
Space Oddity rappresentò per Bowie l'occasione per collaborare anche con altri due musicisti, alla prima esperienza o quasi, con i quali avrebbe collaborato ancora: il bassista Herbie Flowers, che suonò in Diamond Dogs, e Rick Wakeman che partecipò alla lavorazione di Hunky Dory e The Rise and Fall of Ziggy Stardust and the Spiders from Mars.
A metà luglio, mentre la Mercury e la Philips si preparavano a promuovere il singolo Space Oddity in tempo per la spedizione dell'Apollo 11, le registrazioni proseguirono ai Trident con Janine, An Occasional Dream e Letter to Hermione. Per la formazione che includeva Mick Wayne, chitarrista e leader dei Junior's Eyes, Visconti reclutò altri membri della band londinese: il chitarrista Tim Renwick che avrebbe collaborato con i Pink Floyd nel periodo post-Roger Waters, il bassista John Lodge (da non confondere con l'omonimo bassista dei Moody Blues) e il batterista John Cambridge, già membro dei Rats di Mick Ronson. Il cantante dei Rats, Benny Marshall, si aggiunse più avanti contribuendo con un assolo di armonica a bocca in Unwashed and Somewhat Slightly Dazed.
Le sessioni proseguirono a intermittenza fino a metà ottobre, punteggiate da alcune interruzioni causate dalla morte del padre di David avvenuta il 5 agosto e da alcune esibizioni come quelle ai festival di Malta e Monsummano Terme. Il 16 agosto, al Croydon Road Recreational Ground di Beckenham si tenne inoltre il festival organizzato da "Growth", il laboratorio artistico fondato da Bowie e dalla giornalista del Sunday Times Mary Finnigan alcuni mesi prima, che avrebbe fornito lo spunto per Memory of a Free Festival e Cygnet Committee.
Fu durante il missaggio dell'album che John Cambridge presentò Mick Ronson a David Bowie. Per molti anni si è ritenuto che la prima apparizione del futuro chitarrista degli Spiders from Mars in una pubblicazione ufficiale di Bowie fosse da far risalire al 1970, nella versione 45 giri di Memory of a Free Festival, ma in seguito lo stesso Visconti ha rivelato che in effetti il debutto di Ronson avvenne durante il missaggio di Wild Eyed Boy from Freecloud, quando suonò «una breve linea di chitarra nella sezione centrale del brano e si unì ai battiti di mani che vi andavano sovrapposti».

## Pubblicazione e accoglienza
(Music Now!, novembre 1969)
Space Oddity uscì il 4 novembre 1969 in Europa, Stati Uniti, Australia, Nuova Zelanda e Sud Africa e a dispetto di alcune critiche favorevoli si rivelò subito un fiasco dal punto di vista delle vendite.
Penny Valentine della rivista Disc and Music Echo lo definì «piuttosto drammatico e snervante», con una visione simile a quella del più recente Bob Dylan, mentre Music Now! accolse l'album definendolo «profondo, meditativo, esplorativo e rivelatore». Altri giudizi furono meno entusiastici. Su Music Business Weekly già il titolo della recensione fu piuttosto esplicativo: "Il troppo ambizioso Bowie è una delusione". Il cantante venne definito «un po' incerto sulla direzione da scegliere... Sembra molto più a suo agio con temi folk, sia nella scrittura che nel canto, e dovrebbe concentrarsi per sviluppare questo talento».

Nel 1972 il videoclip di Space Oddity fa da traino alla riedizione dell'album, che arriva nella Top 20 sia in Inghilterra che negli Stati Uniti.

Anche se il 45 giri Space Oddity aveva raggiunto la 5ª posizione nella classifica inglese dei singoli un paio di mesi prima, il suo successo ebbe sull'album effetti più negativi che positivi anche perché si trattava del pezzo meno rappresentativo del disco. Un'altra ragione della mancata entrata in classifica dell'album fu la notevole riorganizzazione dell'organico da parte della direzione della Philips, a causa della quale proprio in coincidenza con la pubblicazione Bowie vide sparire alcuni dei suoi maggiori sostenitori all'interno della compagnia. Come risultato la campagna promozionale ne risultò danneggiata proprio nel momento in cui avrebbe dovuto ricevere una significativa spinta verso l'alto e a marzo del 1970 l'album aveva venduto nel Regno Unito poco più di 5000 copie.
La situazione fu ancora più scoraggiante negli Stati Uniti dove le vendite furono insignificanti e l'album non ricevette molte recensioni. Il magazine Zygote lodò la title track e Memory of a Free Festival ma nel resto dell'album venne riscontrata una mancanza di fluidità e orecchiabilità. La recensione concludeva affermando che «Bowie è discontinuo. Quando riesce è eccellente, quando fallisce è quasi insopportabile». Nancy Erlich del New York Times scoprì il disco un anno dopo lodandolo come «una buona collezione di materiale rock in tutta la sua varietà, melodicamente accattivante, arrangiato in modo interessante ed accurato» e apprezzando i testi per i loro «quasi infiniti livelli di lettura».
La riedizione del 1972 ebbe maggiore successo dal punto di vista commerciale sia in patria che oltreoceano. Riproposto sulla scia della svolta avvenuta con The Rise and Fall of Ziggy Stardust and the Spiders from Mars, l'album raggiunse il 17º posto nella Official Albums Chart e il 16º nella Billboard 200, rimanendo in classifica in entrambi i casi per oltre 30 settimane.
Con la pubblicazione dell'edizione rimasterizzata del 1990 Space Oddity ha fatto un'altra fugace apparizione nelle classifiche inglesi al 64º posto.
Il 18 marzo 2016 l'album è stato certificato disco d'oro nel Regno Unito dalla BPI.

## Copertina
La copertina raffigurante un primo piano frontale di Bowie su sfondo blu venne realizzata dal fotografo Brian Ward su ispirazione di un disegno di Victor Vasarely, mentre il disegno sul retro in stile flower power fu opera di George Underwood, amico di David dai tempi della Technical High School di Bromley. Il disegno, molto simile a quello apparso l'anno precedente sulla copertina del primo disco dei T. Rex, traeva spunto dai testi dell'album e vi si può osservare tra l'altro un ritratto di Hermione, astronauti, alieni e un'anziana donna che piange confortata da un Pierrot notevolmente simile al personaggio video di Ashes to Ashes del 1980.
A partire dalla riedizione del 1972 furono utilizzate nuove immagini scattate nella residenza di Bowie di Haddon Hall dal fotografo Mick Rock, in cui il cantante mostrava chiaramente le sembianze di Ziggy Stardust, sia sulla copertina che sul retro.

## Tracce
Testi e musiche di David Bowie.
Lato A
1. Space Oddity – 5:14
2. Unwashed and Somewhat Slightly Dazed – 6:10
3. *(Don't Sit Down) – 0:39
4. Letter to Hermione – 2:30
5. Cygnet Committee – 9:30

Lato B
1. Janine – 3:19
2. An Occasional Dream – 2:56
3. Wild Eyed Boy from Freecloud – 4:47
4. God Knows I'm Good – 3:16
5. Memory of a Free Festival – 7:07

* Assente nelle edizioni del 1972 e del 1984.

### Tracce bonus della riedizione 1990
Testi e musiche di David Bowie.
1. Conversation Piece (Lato B di The Prettiest Star, 1970) – 3:06
2. Memory of a Free Festival (Part 1) (Versione 45 giri, lato A, 1970) – 3:59
3. Memory of a Free Festival (Part 2) (Versione 45 giri, lato B, 1970) – 3:31

### Bonus disc della riedizione 2009
Testi e musiche di David Bowie.
1. Space Oddity (demo, 1969) – 5:10
2. An Occasional Dream (demo, 1969) – 2:49
3. Wild Eyed Boy from Freecloud (versione 45 giri, 1969) – 4:56
4. Let Me Sleep Beside You (sessione BBC, 20 ottobre 1969) – 4:45
5. Unwashed and Somewhat Slightly Dazed (sessione BBC, 20 ottobre 1969) – 4:04
6. Janine (sessione BBC, 20 ottobre 1969) – 3:02
7. London Bye Ta-Ta (inedita, 1970) – 2:36
8. The Prettiest Star (versione 45 giri, 1970) – 3:12
9. Conversation Piece (lato B di The Prettiest Star, 1970) – 3:06
10. Memory of a Free Festival (Part 1) (versione 45 giri, lato A, 1970) – 4:01
11. Memory of a Free Festival (Part 2) (versione 45 giri, lato B, 1970) – 3:30
12. Wild Eyed Boy from Freecloud (remix inedito) – 4:45
13. Memory of a Free Festival (remix inedito) – 9:22
14. London Bye Ta-Ta (remix inedito) – 2:34
15. Ragazzo solo, ragazza sola (45 giri, 1970) – 5:14

## Formazione
- David Bowie - voce, chitarra a 12 corde, stilofono, organo, kalimba
- Keith Christmas - chitarra acustica
- Herbie Flowers - basso
- Tony Visconti - basso, flauto
- Terry Cox - batteria
- Rick Wakeman - mellotron, clavicembalo
- Paul Buckmaster - violoncello
- Benny Marshall - armonica, cori

Junior's Eyes:
- Mick Wayne - chitarra
- Tim Renwick - chitarra elettrica, flauto
- John Lodge - basso
- John Cambridge - batteria

## Brani

### Space Oddity
Pubblicata l'11 luglio 1969 come primo singolo estratto dall'album, Space Oddity rimane a distanza di anni una delle canzoni più famose di David Bowie tanto da essere ormai entrata nella cultura di massa, oltre a risultare il 45 giri del cantante inglese più venduto nel Regno Unito. Alla sua uscita ebbe ottime recensioni da parte della stampa specializzata e rappresentò il primo vero e proprio successo di Bowie raggiungendo la 5ª posizione nella classifica inglese.

### Unwashed and Somewhat Slightly Dazed
Questo lungo e rabbioso brano ispirato alle canzoni di protesta di Bob Dylan è una delle tracce più vivaci dell'album e anticipa temi riguardanti l'alienazione e la pazzia che si troveranno nei due album successivi. I bersagli delle invettive di Bowie sono i simboli del capitalismo ma il cantante fornì a suo tempo alcuni indizi su altri significati che chiamavano in causa la fine della sua relazione con Hermione e la recente morte del padre Haywood.

### (Don't Sit Down)
Si tratta di un frammento di circa 40 secondi, assente nella ristampa del 1972, con Bowie che canticchia «yeah yeah baby yeah...» prima di scoppiare in una risata. La sua presenza nell'album appare in linea con la deliberata informalità delle registrazioni di fine anni sessanta, da Jimi Hendrix che tossisce all'inizio di Rainy Day, Dream Away a Bob Dylan che mormora "Is it rolling, Bob?" in To Be Alone with You, fino ai borbottii e le false partenze nel White Album dei Beatles.

### Letter to Hermione
(David Bowie, 1969)
Definita "lamentosa e prosaica" dal biografo Marc Spitz, la canzone forse più intima dell'album è quella direttamente indirizzata da David alla ex compagna. Letter to Hermione richiama il folk rock di Donovan e segue una linea narrativa epistolare alla quale contribuisce l'assenza dello standard tipico della canzone d'amore, con lunghe frasi tortuose anziché brevi motivi melodici.
Nel demo acustico registrato in primavera con John Hutchinson, nel quale il brano era intitolato I'm Not Quite, la scarsa qualità sonora unita alla voce imbarazzata di David favorivano un senso di realtà che non venne mantenuto nella traccia dell'album, cantata in uno stile più affettato e con un tono abbandonato e malinconico.
Nel 2000, nel corso del documentario radiofonico della BBC Golden Years il cantante rivelò di aver fatto una stupefacente scoperta a proposito di Hermione: «aveva ripreso a scrivermi circa due o tre mesi dopo, questa è la cosa straordinaria. Lo avevo completamente rimosso dalla mia mente».
Tra gli artisti che hanno pubblicato una cover di Letter to Hermione ci sono gli Human Drama in Pin-Ups del 1993, gli Hollowblue in Repetition*Bowie - Midfinger's Tribute to David Bowie del 2007, Viv Albertine in We Were So Turned On del 2010, Robert Glasper in Black Radio e Mark Stewart in The Politics of Envy, entrambi del 2012, e le Dum Dum Girls in A Salute to the Thin White Duke - The Songs of David Bowie del 2015.

### Cygnet Committee
Questa lunga e complessa composizione esprime la delusione provata da Bowie di fronte alla svendita dei valori del movimento hippy e al fallimento di "Growth", il laboratorio artistico che aveva recentemente fondato a Beckenham che a suo avviso si era ormai trasformato in una specie di "David Bowie Show".

### Janine
Nel demo acustico registrato in primavera con John Hutchinson, Bowie rivelò che Janine era «la ragazza di un tizio chiamato George che disegna bellissime copertine di album». Si trattava di George Underwood, suo collaboratore e amico d'infanzia, come lasciò intendere in un'intervista concessa nell'ottobre di quell'anno a Disc and Music Echo: «È un po' difficile spiegarla senza apparire sgradevole. Riguarda il mio vecchio amico George e una ragazza con cui usciva in quel periodo. È come io pensavo che lui la vedesse».
La traccia preferita da Tony Visconti, che utilizza una struttura e forme melodiche più convenzionali rispetto ad altre tracce, contiene in realtà versi che suggeriscono più complesse implicazioni e secondo il biografo Nicholas Pegg potrebbe essere vista come primo esempio del distanziamento da sé che per Bowie assumerà ben altre proporzioni nel decennio successivo.
Lo scrittore George Tremlett, che lo intervistò alla fine del 1969, scrisse che mentre il cantante era "espansivo" sulla maggior parte delle tracce evitava di menzionare questa canzone, portandolo a speculare che David la considerasse un vero disastro e avesse deplorato il suo inserimento nell'album. In realtà, come annunciò anche NME sembra che Bowie avesse intenzione di farne addirittura un 45 giri dopo Space Oddity, e la eseguì nella sessione BBC registrata il 20 ottobre 1969, anche se in effetti fu poi dimenticata.

### An Occasional Dream
I "cento giorni" rimpianti da Bowie si riferiscono al periodo di fine 1968 in cui abitò con Hermione a South Kensington, come dichiarò all'epoca a Penny Valentine di Disc and Music Echo: «Si tratta di un'altra riflessione su Hermione, dal cui ricordo sono stato a lungo ossessionato». La versione del demo acustico era molto simile a quella definitiva tranne per un verso supplementare cantato da John Hutchinson in sottofondo alla voce solista di David.
An Occasional Dream venne eseguita nella sessione BBC registrata il 5 febbraio 1970 per The Sunday Show. Una cover è stata pubblicata da Ian Shaw nell'album A World Still Turning del 2003.

### Wild Eyed Boy from Freecloud
La versione originale venne registrata il 20 giugno 1969 in poco più di venti minuti, con David alla chitarra e Paul Buckmaster al violoncello, e venne scelta come lato B del 45 giri Space Oddity. Circa un mese dopo fu incisa la sontuosa versione operistica che appare nell'album, considerata da alcuni il suo primo capolavoro, in cui la combinazione di flauto, violoncello, arpa e fiati accompagna l'interpretazione di uno dei testi più complessi scritti da Bowie fino a quel momento.

### God Knows I'm Good
Altra canzone di protesta in cui Bowie si lancia contro alcuni dei bersagli consueti del movimento hippy, tra cui il capitalismo e la "meccanizzazione sociale", a quanto pare ispirata da un articolo di giornale che riportava dell'arresto di un'anziana signora trovata a rubare in un negozio.

### Memory of a Free Festival
La traccia che chiude l'album rappresenta anche il commiato di Bowie dalla sua breve stagione hippy. La versione originale fu incisa poche settimane dopo il festival di Beckenham e nell'aprile 1970 ne fu registrata una versione più concisa ed energica su richiesta della Mercury Records, per la quale avrebbe avuto buone probabilità di successo come singolo.

## Riedizioni
A partire dal 1972 l'album è stato ripubblicato diverse volte e nel 1984 è uscita la prima versione in compact disc. Nel 2009 è stata distribuita la "40th Anniversary Edition" che includeva, oltre al bonus disc, un booklet con molti riferimenti e informazioni sul periodo 1968-1970 del cantante.
| Anno | Formato    | Etichetta    | Paese                                                       | Note                     |
| ---- | ---------- | ------------ | ----------------------------------------------------------- | ------------------------ |
| 1972 | LP         | RCA Records  | Europa, USA, Australia, Nuova Zelanda, Sud Africa, Giappone |                          |
| 1978 | LP         | RCA Records  | USA                                                         |                          |
| 1980 | LP         | RCA Records  | Regno Unito, USA                                            |                          |
| 1984 | CD         | RCA Records  | Europa, USA                                                 |                          |
| 1990 | LP         | EMI          | Regno Unito, Brasile, Spagna, Corea del Sud                 | Edizione rimasterizzata  |
| 1990 | CD         | EMI/Rykodisc | Europa, USA                                                 | Edizione rimasterizzata  |
| 1999 | CD         | EMI/Virgin   | Europa, USA, Australia, Giappone                            |                          |
| 2000 | LP (180 g) | Simply Vinyl | Europa                                                      |                          |
| 2007 | CD         | EMI          | USA, Giappone                                               | Edizione rimasterizzata  |
| 2009 | LP         | EMI          | Europa                                                      | Edizione limitata        |
| 2009 | CD         | EMI/Virgin   | Europa, USA                                                 | 40th Anniversary Edition |
| 2012 | CD         | EMI          | Giappone                                                    | Edizione rimasterizzata  |
| 2013 | LP (180 g) | Parlophone   | USA                                                         |                          |
| 2014 | CD         | Parlophone   | Europa, USA, Giappone, Australia                            | Edizione rimasterizzata  |
| 2016 | LP (180 g) | Parlophone   | Europa                                                      |                          |